# Patrizio Billio
Patrizio Billio (Trevignano, 19 aprile 1974 – Al Kuwait, 23 gennaio 2023) è stato un calciatore italiano, di ruolo centrocampista.

## Biografia
Il 23 gennaio 2023 muore improvvisamente per arresto cardiaco mentre giocava a padel con un gruppo di amici.

## Carriera
Cresciuto nelle giovanili del Montebelluna, viene prelevato dal Milan, che lo gira in prestito al Ravenna e quindi all'Hellas Verona, disputando due stagioni di buon livello in Serie B. Scende quindi di categoria, prima al Casarano, in Serie C1, e nella stagione successiva alla Ternana, in C2. Nel Campionato 1997-98 è al Monza in Serie B per poi tornare in C1 l'anno successivo vestendo le maglie dell'Ancona. Con la stagione 1998-99 si trasferisce in Inghilterra al Crystal Palace, Premier League per poi venire girato al Dundee F.C. che milita nella Scottish Premier League. 
Qui rimane per tre stagioni, dal campionato del 1999-2000 e fino al 2001-2002. In seguito la società scozzese nel cui staff tecnico, come Allenatore e Direttore Sportivo, figurano i fratelli Ivano e Dario Bonetti, lo mette ingiustamente fuori rosa impedendogli di giocare e costringendolo ad allenarsi con il collega Marco Antonio De Marchi, anche lui escluso dalla rosa, separatamente dal resto della squadra. Le cose precipitano dopo un allenamento, quando subisce un'aggressione da un sostenitore amico del figlio del presidente della società. Viene trattenuto in ospedale in osservazione e al ritorno al campo trova la propria auto danneggiata. Di questa vicenda si interessa anche l'Associazione Calciatori e il caso finisce in Parlamento. In tre stagioni passate al Dundee totalizzò 25 presenze e due reti.
Billio quindi cambia casacca, e approda all'Aberdeen, sempre nella prima divisione scozzese, dove disputa 10 partite segnando un gol per poi ritornare, a metà stagione, in Italia, dove veste la maglia amaranto del Livorno nel campionato di Serie B, dove conta 4 presenze. Scende di nuovo di categoria nella stagione 2003-04: trenta partite e due goal nel Sora in C1. Seguono due anni alla Pro Sesto in C2, il primo, e in C1 l'anno successivo.
Dalla Pro Sesto passa alla Massese per due campionati di C1 per poi tornare di nuovo alla Pro Sesto nella stagione 2008-09. Da qui, durante la sessione invernale del calciomercato, si trasferisce alla Colligiana in Lega Pro Seconda Divisione.
È stato tesserato del Milan (allenatore giovanili) e ha diretto una scuola calcio Milan in Kuwait dalla stagione 2011-2012 fino alla morte. Ha conseguito una laurea in Scienze Motorie con indirizzo Sports Management all’Università Cattolica di Milano.

## Palmarès

### Club

#### Competizioni nazionali
- Serie C2: 2

Ternana: 1996-1997
Pro Sesto: 2004-2005